# Antonia Campbell-Hughes
Antonia Campbell-Hughes, née le 7 septembre 1982, est une actrice nord-irlandaise.

## Filmographie

### Actrice

#### Cinéma
- 2005 : Breakfast on Pluto : Stripper
- 2009 : Bright Star : Abigail
- 2010 : When Harvey Met Bob : Marsha Hunt
- 2011 : The Task : Angel
- 2011 : Albert Nobbs : Emmy
- 2012 : Storage 24 : Shelley
- 2012 : Kelly + Victor : Kelly
- 2013 : 3096 : Natascha Kampusch
- 2013 : Under the Skin : Alien
- 2014 : The Canal : Claire
- 2015 : Les Cowboys : Emma
- 2015: Andron: Valerie
- 2017 : Split : Shelley
- 2018 : Paul, Apôtre du Christ (Paul, Apostle of Christ) de Andrew Hyatt : Irenica
- 2019 : Never Grow Old d'Ivan Kavanagh : Maria Pike
- 2022 : It Is In Us All : Cara Daly

#### Télévision
- 2005 : Casualty (série télévisée) : Avril Skinner
- 2006 : Blackbeard: Terror at Sea : Louis Arrot
- 2006 : Affaires non classées : Fenella Lee
- 2007 : The Life and Times of Vivienne Vyle : Abigail
- 2007 : Coming Up (série télévisée) : Carly
- 2009 : Free Agents (série télévisée) : Lucy
- 2009 : MI-5 (série télévisée) : Nina Gevitsky
- 2010 : Material Girl (série télévisée) : Plum
- 2011 : Lead Balloon : Sam
- 2011 : Inspecteur Lewis (série télévisée) : Chloe Brooks
- 2015 :  London Spy : Magician

### Réalisatrice
- 2018 : Q4L (quest for love) (court métrage)
- 2020 : The Uncertain Kingdom (court métrage)
- 2020 : Acre Fall Between (court métrage)
- 2022 : It Is In Us All

## Distinctions
- 2012 : Shooting Stars de la Berlinale
- 2014 : 11e cérémonie des Irish Film and Television Awards : nommée Meilleure actrice pour le rôle de Natascha Kampusch dans 3096